# 무하마드 나지브 아르루바이
무하마드 나지브 아르루바이(아랍어: محمد نجيت الربيعي Muhammad Najib ar-Ruba'i, 1904년 7월 14일 ~ 1965년 12월 6일)는 이라크의 정치인으로, 1958년 7월 14일부터 1963년 2월 8일까지 이라크의 초대 대통령을 지냈다.
1958년 아브드 알카림 카심과 함께 쿠데타를 일으켜 파이살 2세를 쫓아내 이라크 왕국을 전복시켰다. 이후 국가 주권 협의회와 국가 수반으로 선출되었으나 1963년 다시 쿠데타가 일어나 카심이 암살당하자 지위를 잃고 정계에서 은퇴했다.
| 전임 파이살 2세 (국왕) | 제1대 이라크 대통령 1958년 7월 14일 ~ 1963년 2월 8일 | 후임 압둘 살람 아리프 |